# Madagaskarski prstaš
Madagaskarski prstaš ili Aj-aj (Daubentonia madagascariensis) je jedini živući predstavnik porodice Daubentoniidae iz reda primata. Ime 'Aj-aj' izvedeno je iz madagaskarskog naziva ove životinje Hay-hay, Ahay i Aiay.

## Rasprostranjenost
Aj-aji žive samo na Madagaskaru, na sjeverozapadnom i istočnom dijelu otoka.

## Izgled
Ovo je najveći primat koji živi noću. dužina tijela mu je od 36 do 44 centimetra. Na tijelo se nadovezuje rep dug od 20 do 60 cm s dugim dlakama. Krzno im je crno s bijelim licem i donjim dijelom tijela. Oči su im sjajno žute i vrlo velike kao i uši, a sluh izvanredan, što im je oboje vrlo korisno u mraku. Teški su do 3 kg.

## Način života
Aj-aj je životinja koja živi noću, i zbog toga ima vrlo velike oči. Na svojim noćnim turama prelazi velike udaljenosti. Preko dana spava u gnijezdu u krošnjama drveća. Iako uglavnom živi na drveću, kreće se i po tlu. I u krošnjama i na tlu se kreće koristeći sva četiri ekstremiteta. Skokovima od grane do grane upravlja repom.
Oni u svom biotopu na određeni način zamjenjuju djetlovke. Njihov produženi srednji prst je posljedica specijalizacije te vrste načinu kako se hrane. Aj-aj tim prstom lupka po drvetu i analizira odjek. Na taj način utvrđuje gdje je pod korom šupljina u kojoj vjerojatno živi larva nekog kukca. Kad pronađe takvo mjesto, zubima "otvara" koru i svojim dugim srednjim prstom ulazi u kanal koji je napravila larva u kori drveta i izvlači ju van. No, oni se ne hrane samo larvama. Jedu i orahe, nektar, voće, šećernu trsku i gljive. Čini se, da im niti kokosovi orasi ne predstavljaju nikakav problem. 
Za svoje boravište najrađe odabiru kišne šume, ali su vrlo prilagodljivi.
Aj-aji su uglavnom samotnjaci, no primijećeno je i da dvije životinje idu zajedno u potragu za hranom.

## Razmnožavanje
U vrijeme parenja kao i u ograničenoj mjeri u razdoblju podizanja mladunca, aye-aye žive u paru. O razmnožavanju je vrlo malo poznato. Ženka svake dvije godine koti jedno mladunče, uglavnom u listopadu ili studenom.
U zatočeništvu mogu doživjeti do 25 godina.

## Aj-aj i čovjek
Madagaskarci imaju vrlo podvojen odnos prema aj-ajima. Dijelom ga se smatra dobrim znakom, a dijelom zlim duhom čije glasanje "aye-aye" smatraju najavom smrti i boje ga se. U svakom slučaju, pripisuju im magične sposobnosti.
Krčenje šuma pa otuda i smanjivanje njihovog životnog prostora ih sve više prisiljava da dolaze na plantaže gdje se onda hrane uzgajanim voćem. Vlasnici plantaža ih najčešće doživljavaju kao pošast.
Ljudi usprkos zabrani ubijaju ili protjeruju aj-aje zbog dvaju razloga: s jedne strane radi zaštite plantaža, a s druge da odvrate zlu kob koju tobože donose. Pri tome, to uopće nije teško, jer su aj-aji vrlo povjerljive životinje.
Zbog tih razloga, kao i radi neprekidnog smanjivanja njihovog prirodnog životnog prostora, ove životinje su vrlo ugrožene, i ozbiljno im prijeti izumiranje. Zato ih se uzgaja na mnogim mjestima na Madagaskaru ali i izvan njega. Osim toga, na Madagaskaru su organizirana brojna zaštićena područja u nadi, da im to može biti sigurno utočište.  